# Genetta thierryi
La jineta de Haussa (Genetta thierryi), también conocida como jineta de Thierry, es una especie mamífero carnívoro de la familia Viverridae. Habita en la sabana de África desde Senegal al sur del lago Chad.